# Ficus hurlimannii
Ficus hurlimannii là một loài thực vật có hoa trong họ Moraceae. Loài này được Guillaumin mô tả khoa học đầu tiên năm 1967.